# Adenostoma

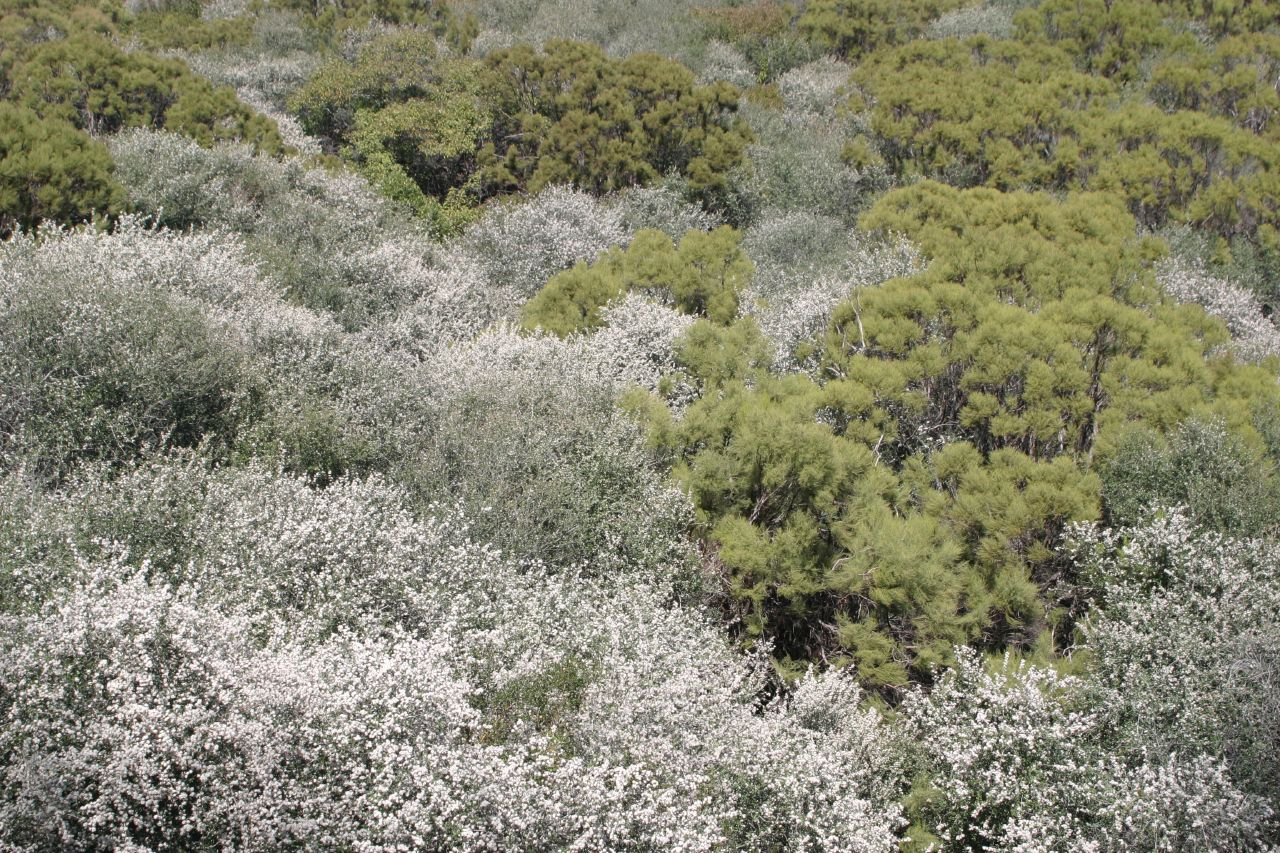
Kwitnące na biało krzewy Adenostoma sparsifolium w chaparralu

Adenostoma – rodzaj roślin z rodziny różowatych. Obejmuje dwa gatunki występujące w południowo-zachodniej części Ameryki Północnej w Kalifornii i północno-zachodnim Meksyku. Rośliny charakterystyczne dla formacji chaparral. Organem przetrwalnym w czasie pożarów jest lignotuber, z którego odrastają pędy po ich spaleniu. A. fasciculatum wykorzystywany jest lokalnie jako roślina lecznicza.

## Morfologia
PokrójKrzewy prosto wzniesione lub rozłożyste, o kulistym pokroju, osiągające od 0,8 do 6 m wysokości. Na poziomie gruntu wykształca się okazały lignotuber z którego wyrasta kilka lub kilkanaście głównych pędów, prosto wzniesionych, łukowatych lub rozłożystych. Krótkopędy obecne (A. fasciculatum) lub ich brak (A. sparsifolium). Na starszych pędach kora papierzasta, początkowo czerwonawobrązowa, z czasem szarzejąca. Młode pędy owłosione lub nagie.
LiścieZimozielone, skrętoległe, rzadziej naprzeciwległe. Liście młodociane pojedynczo lub podwójnie pierzasto podzielone, na starszych roślinach pojedyncze. Przylistki obecne (u A. fasciculatum na długopędach) lub ich brak. Blaszki ciemnozielone (A. fasciculatum) lub żółtozielone (A. sparsifolium), równowąskie do równowąskolancetowatych, o szerokości do 1,4, rzadko do 2,6 mm, na brzegach podwinięte. Od spodu blaszki nagie (A. fasciculatum) lub pokryte rzadkimi włoskami i siedzącymi gruczołkami (A. sparsifolium).
KwiatyZebrane po kilka do kilkuset w szczytowe kwiatostany wiechowate, groniaste i kłosowate. Osadzone są na krótkich szypułkach lub są siedzące. Listki podkwiatowe są dwa i trójklapowe (A. fasciculatum) lub jest ich 5–6 i są niepodzielone (A. sparsifolium). Kwiaty osiągają 2–6 mm średnicy. Hypancjum jest dzwonkowate lub walcowate. Działki kielicha są szerokojajowate lub okrągławe, wzniesione lub odgięte. Płatki korony są początkowo białe, później rdzawobrązowe, zaokrąglone do eliptycznych i jajowatych. Pręcików jest 10 (A. sparsifolium) lub 15 (A. fasciculatum) i są one krótsze od płatków. Owocolistek pojedynczy, rzadko w liczbie dwóch, okazały, nagi lub owłosiony, z bocznie osadzoną szyjką słupka, z pojedynczym lub dwoma zalążkami.
OwocePojedyncze lub dwie niełupki jajowate do eliptycznych, osiągające do 1,8 mm długości. Rozwijają się na trwałym hypancjum i otoczone są trwałymi działkami.

## Systematyka
Rodzaju z plemienia Sorbarieae w obrębie podrodziny Amygdaloideae Arnott w rodzinie różowatych Rosaceae.
Wykaz gatunków
- Adenostoma fasciculatum Hook. & Arn.
- Adenostoma sparsifolium Torr.